# Handzame Classic 2017
La 7e édition de la Handzame Classic a eu lieu le 17 mars 2017. La course fait partie du calendrier UCI Europe Tour 2017 en catégorie 1.1. C'est également la deuxième épreuve de la Coupe de Belgique de cyclisme sur route 2017.

## Présentation

### Équipes
Classée en catégorie 1.1 de l'UCI Europe Tour, la Handzame Classic est par conséquent ouverte aux WorldTeams dans la limite de 50 % des équipes participantes, aux équipes continentales professionnelles, aux équipes continentales et aux équipes nationales.
Vingt-trois équipes participent à cette Handzame Classic - quatre WorldTeams, dix équipes continentales professionnelles et huit équipes continentales :
| WorldTeams (4)- Bora-Hansgrohe - Katusha-Alpecin - Lotto-Soudal - Quick-Step Floors Équipes continentales professionnelles (10)- Aqua Blue Sport - CCC Sprandi Polkowice - Gazprom-RusVelo - Israel Cycling Academy - Nippo-Vini Fantini - Roompot-Nederlandse Loterij - Sport Vlaanderen-Baloise - Verandas Willems-Crelan - Wanty-Groupe Gobert - WB-Veranclassic-Aqua Protect Équipes continentales (8)- An Post-ChainReaction - Cibel-Cebon - Coop - Joker Icopal - Leopard - Tarteletto-Isorex - Pauwels Sauzen-Vastgoedservice - Development Team Sunweb |
| |

## Classements

### Classement final
| \| Classement général \| Classement général \| Classement général \| Classement général \| Classement général \| \| Coureur \| Coureur \| Pays \| Équipe \| Temps \| \| ------------------ \| -------------------- \| ------------------ \| ---------------------------- \| ------------------ \| \| 1er \| Kristoffer Halvorsen \| Norvège \| Joker Icopal \| 4 h 15 min 31 s \| \| 2e \| Adam Blythe \| Royaume-Uni \| Aqua Blue Sport \| + 0 s \| \| 3e \| Kenny Dehaes \| Belgique \| Wanty-Groupe Gobert \| + 0 s \| \| 4e \| Baptiste Planckaert \| Belgique \| Katusha-Alpecin \| + 0 s \| \| 5e \| Coen Vermeltfoort \| Pays-Bas \| Roompot-Nederlandse Loterij \| + 0 s \| \| 6e \| André Looij \| Pays-Bas \| Roompot-Nederlandse Loterij \| + 0 s \| \| 7e \| Roy Jans \| Belgique \| WB-Veranclassic-Aqua Protect \| + 0 s \| \| 8e \| Timothy Dupont \| Belgique \| Verandas Willems-Crelan \| + 0 s \| \| 9e \| Jelle Mannaerts \| Belgique \| Tarteletto-Isorex \| + 0 s \| \| 10e \| Davide Martinelli \| Italie \| Quick-Step Floors \| + 0 s \| |                      |             |                              |                 |
| |                      |             |                              |                 |
| Source : ProCyclingStats |                      |             |                              |                 |
| Classement général |                      |             |                              |                 |
| Coureur | Coureur              | Pays        | Équipe                       | Temps           |
| 1er | Kristoffer Halvorsen | Norvège     | Joker Icopal                 | 4 h 15 min 31 s |
| 2e | Adam Blythe          | Royaume-Uni | Aqua Blue Sport              | + 0 s           |
| 3e | Kenny Dehaes         | Belgique    | Wanty-Groupe Gobert          | + 0 s           |
| 4e | Baptiste Planckaert  | Belgique    | Katusha-Alpecin              | + 0 s           |
| 5e | Coen Vermeltfoort    | Pays-Bas    | Roompot-Nederlandse Loterij  | + 0 s           |
| 6e | André Looij          | Pays-Bas    | Roompot-Nederlandse Loterij  | + 0 s           |
| 7e | Roy Jans             | Belgique    | WB-Veranclassic-Aqua Protect | + 0 s           |
| 8e | Timothy Dupont       | Belgique    | Verandas Willems-Crelan      | + 0 s           |
| 9e | Jelle Mannaerts      | Belgique    | Tarteletto-Isorex            | + 0 s           |
| 10e | Davide Martinelli    | Italie      | Quick-Step Floors            | + 0 s           |

### UCI Europe Tour
Cette Handzame Classic attribue des points pour l'UCI Europe Tour 2017, par équipes seulement aux coureurs des équipes continentales professionnelles et continentales, individuellement à tous les coureurs sauf ceux faisant partie d'une équipe ayant un label WorldTeam.
| Position,          | 1er | 2e | 3e | 4e | 5e | 6e | 7e | 8e | 9e | 10e | 11e | 12e | 13e à 15e | 16e à 25e |
| Classement général | 125 | 85 | 70 | 60 | 50 | 40 | 35 | 30 | 25 | 20  | 15  | 10  | 5         | 3         |

## Liste des participants
| Légende | Légende                                                                    | Légende | Légende                                                    |
| ------- | -------------------------------------------------------------------------- | ------- | ---------------------------------------------------------- |
| Num     | Dossard de départ porté par le coureur sur cette Handzame Classic          | Pos     | Position à l'arrivée de la course                          |
|         | Indique un maillot de champion national ou mondial, suivi de sa spécialité | NP      | Indique un coureur qui n'a pas pris le départ de la course |
| AB      | Indique un coureur qui n'a pas terminé la course                           | HD      | Indique un coureur qui a terminé la course hors des délais |

| Bora-Hansgrohe BOH  | Bora-Hansgrohe BOH        | Bora-Hansgrohe BOH |
| ------------------- | ------------------------- | ------------------ |
| Num                 | Coureur                   | Pos                |
| 1                   | Erik Baška (SVK)          | 12e                |
| 2                   | Pascal Ackermann (GER)    | 38e                |
| 3                   | Silvio Herklotz (GER)     | AB                 |
| 4                   |                           |                    |
| 5                   | Lukas Pöstlberger (AUT)   | 79e                |
| 6                   |                           |                    |
| 7                   | Michael Schwarzmann (GER) | AB                 |
| 8                   | Rüdiger Selig (GER)       | 60e                |
| Directeur sportif : |                           |                    |

| Katusha-Alpecin KAT | Katusha-Alpecin KAT          | Katusha-Alpecin KAT |
| ------------------- | ---------------------------- | ------------------- |
| Num                 | Coureur                      | Pos                 |
| 11                  | Jenthe Biermans (BEL)        | 56e                 |
| 12                  | José Gonçalves (POR)         | AB                  |
| 13                  | Viatcheslav Kouznetsov (RUS) | 32e                 |
| 14                  | Marco Mathis (GER)           | AB                  |
| 15                  | Baptiste Planckaert (BEL)    | 4e                  |
| 16                  | Nils Politt (GER)            | 35e                 |
| 17                  | Jhonatan Restrepo (COL)      | AB                  |
| 18                  | Mads Würtz Schmidt (DEN)     | 50e                 |
| Directeur sportif : |                              |                     |

| Quick-Step Floors QSF | Quick-Step Floors QSF       | Quick-Step Floors QSF |
| --------------------- | --------------------------- | --------------------- |
| Num                   | Coureur                     | Pos                   |
| 21                    | Davide Martinelli (ITA)     | 10e                   |
| 22                    | Rémi Cavagna (FRA)          | 39e                   |
| 23                    | Tim Declercq (BEL)          | 61e                   |
| 24                    | Dries Devenyns (BEL)        | 62e                   |
| 25                    | Iljo Keisse (BEL)           | 65e                   |
| 26                    | Maximilian Schachmann (GER) | 82e                   |
| 27                    | Yves Lampaert (BEL)         | 53e                   |
| 28                    | Martin Velits (SVK)         | 83e                   |
| Directeur sportif :   |                             |                       |

| Lotto-Soudal LTS    | Lotto-Soudal LTS      | Lotto-Soudal LTS |
| ------------------- | --------------------- | ---------------- |
| Num                 | Coureur               | Pos              |
| 31                  | Kris Boeckmans (BEL)  | 75e              |
| 32                  | Jasper De Buyst (BEL) | 68e              |
| 33                  | Frederik Frison (BEL) | NP               |
| 34                  | Moreno Hofland (NED)  | 16e              |
| 35                  | Rémy Mertz (BEL)      | 59e              |
| 36                  | Sean De Bie (BEL)     | 58e              |
| 37                  | Jelle Vanendert (BEL) | 94e              |
| 38                  | Enzo Wouters (BEL)    | 88e              |
| Directeur sportif : |                       |                  |

| Wanty-Groupe Gobert WGG | Wanty-Groupe Gobert WGG        | Wanty-Groupe Gobert WGG |
| ----------------------- | ------------------------------ | ----------------------- |
| Num                     | Coureur                        | Pos                     |
| 41                      | Wesley Kreder (NED)            | 52e                     |
| 42                      | Xandro Meurisse (BEL)          | 48e                     |
| 43                      | Kenny Dehaes (BEL)             | 3e                      |
| 44                      | Guillaume Van Keirsbulck (BEL) | 54e                     |
| 45                      | Frederik Veuchelen (BEL)       | AB                      |
| 46                      | Danilo Napolitano (ITA)        | AB                      |
| 47                      | Andrea Pasqualon (ITA)         | 85e                     |
| 48                      | Robin Stenuit (BEL)            | 25e                     |
| Directeur sportif :     |                                |                         |

| Verandas Willems-Crelan VWC | Verandas Willems-Crelan VWC | Verandas Willems-Crelan VWC |
| --------------------------- | --------------------------- | --------------------------- |
| Num                         | Coureur                     | Pos                         |
| 51                          | Gaëtan Bille (BEL)          | AB                          |
| 52                          | Sander Cordeel (BEL)        | 63e                         |
| 53                          | Dries De Bondt (BEL)        | 45e                         |
| 54                          | Stijn Devolder (BEL)        | 47e                         |
| 55                          | Huub Duyn (NED)             | 49e                         |
| 56                          | Timothy Dupont (BEL)        | 8e                          |
| 57                          | Christophe Prémont (BEL)    | AB                          |
| 58                          | Aidis Kruopis (LTU)         | 15e                         |
| Directeur sportif :         |                             |                             |

| WB-Veranclassic-Aqua Protect WVA | WB-Veranclassic-Aqua Protect WVA | WB-Veranclassic-Aqua Protect WVA |
| -------------------------------- | -------------------------------- | -------------------------------- |
| Num                              | Coureur                          | Pos                              |
| 61                               | Ludwig De Winter (BEL)           | AB                               |
| 62                               | Alex Kirsch (LUX)                | 91e                              |
| 63                               | Jimmy Duquennoy (BEL)            | 90e                              |
| 64                               | Kevyn Ista (BEL)                 | 43e                              |
| 65                               | Roy Jans (BEL)                   | 7e                               |
| 66                               | Lawrence Naesen (BEL)            | 73e                              |
| 67                               | Maxime Vantomme (BEL)            | 40e                              |
| 68                               | Julien Stassen (BEL)             | AB                               |
| Directeur sportif :              |                                  |                                  |

| Roompot-Nederlandse Loterij RNL | Roompot-Nederlandse Loterij RNL | Roompot-Nederlandse Loterij RNL |
| ------------------------------- | ------------------------------- | ------------------------------- |
| Num                             | Coureur                         | Pos                             |
| 71                              | Tim Ariesen (NED)               | AB                              |
| 72                              | Berden de Vries (NED)           | 42e                             |
| 73                              | Raymond Kreder (NED)            | 18e                             |
| 74                              | André Looij (NED)               | 6e                              |
| 75                              | Elmar Reinders (NED)            | 23e                             |
| 76                              | Taco van der Hoorn (NED)        | 51e                             |
| 77                              | Brian van Goethem (NED)         | 72e                             |
| 78                              | Coen Vermeltfoort (NED)         | 5e                              |
| Directeur sportif :             |                                 |                                 |

| Gazprom-RusVelo GAZ | Gazprom-RusVelo GAZ       | Gazprom-RusVelo GAZ |
| ------------------- | ------------------------- | ------------------- |
| Num                 | Coureur                   | Pos                 |
| 121                 | Igor Boev (RUS)           | 26e                 |
| 122                 | Dmitry Kozontchuk (RUS)   | AB                  |
| 123                 |                           |                     |
| 124                 | Sergey Nikolaev (RUS)     | AB                  |
| 125                 | Andrey Solomennikov (RUS) | AB                  |
| 126                 | Evgeny Shalunov (RUS)     | AB                  |
| 127                 | Kirill Sveshnikov (RUS)   | AB                  |
| 128                 | Anton Vorobyev (RUS)      | AB                  |
| Directeur sportif : |                           |                     |

| Sport Vlaanderen-Baloise SVB | Sport Vlaanderen-Baloise SVB | Sport Vlaanderen-Baloise SVB |
| ---------------------------- | ---------------------------- | ---------------------------- |
| Num                          | Coureur                      | Pos                          |
| 91                           | Piet Allegaert (BEL)         | 64e                          |
| 92                           | Jens Wallays (BEL)           | 55e                          |
| 93                           | Kevin Deltombe (BEL)         | AB                           |
| 94                           | Maxime Farazijn (BEL)        | 21e                          |
| 95                           | Christophe Noppe (BEL)       | AB                           |
| 96                           | Jonas Rickaert (BEL)         | AB                           |
| 97                           | Jarl Salomein (BEL)          | AB                           |
| 98                           | Stijn Steels (BEL)           | 22e                          |
| Directeur sportif :          |                              |                              |

| CCC Sprandi Polkowice CCC | CCC Sprandi Polkowice CCC | CCC Sprandi Polkowice CCC |
| ------------------------- | ------------------------- | ------------------------- |
| Num                       | Coureur                   | Pos                       |
| 101                       | Alan Banaszek (POL)       | 11e                       |
| 102                       | Jonas Koch (GER)          | 37e                       |
| 103                       | František Sisr (CZE)      | 31e                       |
| 104                       | Jakub Kaczmarek (POL)     | 46e                       |
| 105                       | Adrian Kurek (POL)        | 33e                       |
| 106                       | Kamil Małecki (POL)       | AB                        |
| 107                       | Michał Paluta (POL)       | 69e                       |
| 108                       | Patryk Stosz (POL)        | 36e                       |
| Directeur sportif :       |                           |                           |

| Joker Icopal TJI    | Joker Icopal TJI           | Joker Icopal TJI |
| ------------------- | -------------------------- | ---------------- |
| Num                 | Coureur                    | Pos              |
| 111                 | Vegard Breen (NOR)         | 41e              |
| 112                 | Carl Fredrik Hagen (NOR)   | AB               |
| 113                 | Kristoffer Halvorsen (NOR) | 1er              |
| 114                 | Markus Hoelgaard (NOR)     | NP               |
| 115                 | Bjørn Tore Hoem (NOR)      | 78e              |
| 116                 | Ole Forfang (NOR)          | 92e              |
| 117                 | Kristoffer Skjerping (NOR) | 93e              |
| 118                 | Adrian Aas Stien (NOR)     | AB               |
| Directeur sportif : |                            |                  |

| Israel Cycling Academy ICA | Israel Cycling Academy ICA              | Israel Cycling Academy ICA |
| -------------------------- | --------------------------------------- | -------------------------- |
| Num                        | Coureur                                 | Pos                        |
| 121                        | Guillaume Boivin (CAN)                  | AB                         |
| 122                        | Zakkari Dempster (AUS)                  | 17e                        |
| 123                        | Jason Lowndes (AUS)                     | AB                         |
| 124                        | Benjamin Perry (CAN)                    | AB                         |
| 125                        | Mihkel Räim (EST) (Route)               | 74e                        |
| 126                        | Tyler Williams (USA)                    | AB                         |
| 127                        | Aviv Yechezkel (ISR) (Contre-la-montre) | AB                         |
| 128                        | Dennis van Winden (NED)                 | 71e                        |
| Directeur sportif :        |                                         |                            |

| Pauwels Sauzen–Vastgoedservice PSV | Pauwels Sauzen–Vastgoedservice PSV | Pauwels Sauzen–Vastgoedservice PSV |
| ---------------------------------- | ---------------------------------- | ---------------------------------- |
| Num                                | Coureur                            | Pos                                |
| 131                                | Rob Leemans (BEL)                  | 20e                                |
| 132                                | Dieter Bouvry (BEL)                | 29e                                |
| 133                                | Brecht Dhaene (BEL)                | AB                                 |
| 134                                | Gerry Druyts (BEL)                 | AB                                 |
| 135                                | Arjen Livyns (BEL)                 | 57e                                |
| 136                                | Barry Markus (NED)                 | 24e                                |
| 137                                | Timothy Stevens (BEL)              | 81e                                |
| 138                                | Louis Verhelst (BEL)               | 14e                                |
| Directeur sportif :                |                                    |                                    |

| Aqua Blue Sport ABS | Aqua Blue Sport ABS       | Aqua Blue Sport ABS |
| ------------------- | ------------------------- | ------------------- |
| Num                 | Coureur                   | Pos                 |
| 141                 | Adam Blythe (GBR) (Route) | 2e                  |
| 142                 | Matthew Brammeier (IRL)   | AB                  |
| 143                 | Aaron Gate (NZL)          | 67e                 |
| 144                 | Leigh Howard (AUS)        | 66e                 |
| 145                 | Conor Dunne (IRL)         | 76e                 |
| 146                 | Andrew Fenn (GBR)         | 80e                 |
| 147                 | Lasse Norman Hansen (DEN) | 70e                 |
| 148                 | Peter Koning (NED)        | 89e                 |
| Directeur sportif : |                           |                     |

| Coop TCO            | Coop TCO                   | Coop TCO |
| ------------------- | -------------------------- | -------- |
| Num                 | Coureur                    | Pos      |
| 151                 | Ole Andre Austevoll (NOR)  | AB       |
| 152                 |                            |          |
| 153                 | Fredrik Strand Galta (NOR) | AB       |
| 154                 | Krister Hagen (NOR)        | AB       |
| 155                 | August Jensen (NOR)        | 30e      |
| 156                 | Philip Lindau (SWE)        | AB       |
| 157                 | Øivind Lukkedahl (NOR)     | AB       |
| 158                 | Even Rege (NOR)            | AB       |
| Directeur sportif : |                            |          |

| Nippo-Vini Fantini NIP | Nippo-Vini Fantini NIP     | Nippo-Vini Fantini NIP |
| ---------------------- | -------------------------- | ---------------------- |
| Num                    | Coureur                    | Pos                    |
| 161                    | Nicola Bagioli (ITA)       | AB                     |
| 162                    | Giacomo Berlato (ITA)      | AB                     |
| 163                    | Pierpaolo De Negri (ITA)   | NP                     |
| 164                    | Marino Kobayashi (JPN)     | AB                     |
| 165                    | Yūma Koishi (JPN)          | AB                     |
| 166                    | Nicolas Marini (ITA)       | AB                     |
| 167                    | Alessandro Bisolti (ITA)   | AB                     |
| 168                    | Riccardo Stacchiotti (ITA) | 13e                    |
| Directeur sportif :    |                            |                        |

| Cibel-Cebon CIB     | Cibel-Cebon CIB         | Cibel-Cebon CIB |
| ------------------- | ----------------------- | --------------- |
| Num                 | Coureur                 | Pos             |
| 171                 | Dennis Coenen (BEL)     | AB              |
| 172                 | Alexander Cools (BEL)   | AB              |
| 173                 | Kevin De Jonghe (BEL)   | AB              |
| 174                 | Michiel Dieleman (BEL)  | 34e             |
| 175                 | Matthias De Witte (BEL) | 27e             |
| 176                 | Gianni Marchand (BEL)   | 44e             |
| 177                 | Brecht Ruyters (BEL)    | AB              |
| 178                 | Joeri Stallaert (BEL)   | AB              |
| Directeur sportif : |                         |                 |

| An Post-ChainReaction SKT | An Post-ChainReaction SKT      | An Post-ChainReaction SKT |
| ------------------------- | ------------------------------ | ------------------------- |
| Num                       | Coureur                        | Pos                       |
| 181                       | Matthew Teggart (IRL)          | AB                        |
| 182                       | Sean Mackinnon (CAN)           | 86e                       |
| 183                       | Sean McKenna (IRL)             | AB                        |
| 184                       | Conor Hennebry (IRL)           | AB                        |
| 185                       | Przemysław Kasperkiewicz (POL) | 28e                       |
| 186                       | Jacob Scott (GBR)              | 84e                       |
| 187                       | Bas Tietema (NED)              | AB                        |
| 188                       | Massimo Vanderaerden (BEL)     | AB                        |
| Directeur sportif :       |                                |                           |

| Tarteletto-Isorex TIS | Tarteletto-Isorex TIS     | Tarteletto-Isorex TIS |
| --------------------- | ------------------------- | --------------------- |
| Num                   | Coureur                   | Pos                   |
| 191                   | Lorenzo Blomme (BEL)      | AB                    |
| 192                   | Gianni Bossuyt (BEL)      | AB                    |
| 193                   | Ciske Aneca (BEL)         | AB                    |
| 194                   | Niels De Rooze (BEL)      | AB                    |
| 195                   | Jelle Mannaerts (BEL)     | 9e                    |
| 196                   | Rob Ruijgh (NED)          | 77e                   |
| 197                   | Matthias Vandewalle (BEL) | AB                    |
| 198                   | Kevin Verwaest (BEL)      | AB                    |
| Directeur sportif :   |                           |                       |

| Sunweb Development DSU | Sunweb Development DSU | Sunweb Development DSU |
| ---------------------- | ---------------------- | ---------------------- |
| Num                    | Coureur                | Pos                    |
| 201                    | Florian Stork (GER)    | AB                     |
| 202                    | Nils Eekhoff (NED)     | AB                     |
| 203                    | Marc Goos (NED)        | AB                     |
| 204                    | Maxime Gressier (FRA)  | AB                     |
| 205                    | Max Kanter (GER)       | AB                     |
| 206                    | Jarno Mobach (NED)     | AB                     |
| 207                    | Leon Rohde (GER)       | 19e                    |
| 208                    | Ruben Zepuntke (GER)   | 87e                    |
| Directeur sportif :    |                        |                        |

| Leopard LPC         | Leopard LPC              | Leopard LPC |
| ------------------- | ------------------------ | ----------- |
| Num                 | Coureur                  | Pos         |
| 211                 | Pit Leyder (LUX)         | AB          |
| 212                 | Carmelo Foti (ITA)       | AB          |
| 213                 | Jens Reynders (BEL)      | AB          |
| 214                 | John Mandrysch (GER)     | AB          |
| 215                 | Aksel Nõmmela (EST)      | AB          |
| 216                 | Gaëtan Pons (LUX)        | AB          |
| 217                 | Szymon Rekita (POL)      | AB          |
| 218                 | Charlie Quarterman (GBR) | AB          |
| Directeur sportif : |                          |             |